# Pont ferroviaire de Spa
 (septembre 2018).
Le pont ferroviaire de Spa enjambe le centre de Spa pour relier les gares de Spa et Spa Géronstere.

## Histoire
Le pont a été construit après 1862, date de construction de la ligne 44 reliant Spa au Luxembourg. Lors de la fermeture du tronçon reliant Spa à Stavelot en 1978, la moitié du pont de 400 mètres a été démolie ou abandonnée. 

## Situation géographique
En 2018, le pont franchit la Rue de la chapelle, la Rue Collin-Leloup, la Place de la Providence et la Rue du Tri Renard ; il est longé par la bien nommée rue du Viaduc. À proximité du pont, la rue Jules Lezaack passe au-dessus des voies conduisant à la gare de Spa-Géronstère. Avant la démolition partielle du pont, les voies menaient vers un passage à niveau sur la rue du Waux-Hall. De nos jours, la partie abandonnée du pont est inaccessible. La fermeture du reste du pont et de la ligne 44 est envisagée par la SNCB.

## Carte
Le trait gris représente le pont.

## Sources
1. ↑  « SNCB - Brochures de ligne », sur www.belgianrail.be (consulté le 25 août 2018)
2. ↑  Philippe Leruth, « SNCB: trois lignes ardennaises menacées », Communes, régions, Belgique, monde, sports – Toute l'actu 24h/24 sur Lavenir.net,‎ 8 novembre 2014 (lire en ligne, consulté le 25 août 2018)